# XVI округ Парижа
XVI округ Парижа — один з 20-ти адміністративних округів французької столиці. Утворений після приєднання до Парижа містечок Отей (фр. Auteuil), Пассі (Passy) та Шайо (Chaillot) в 1860 р.
Сьогодні тут знаходяться посольства більше 90 країн світу.

## Географічне положення
Знаходиться на правому березі Сени на південному заході міста. Його східна межа проходить по Сені, а західна — по Паризькій окружній дорозі «Періферік», за винятком Булонського лісу, що розташований за нею.

## Населення
На момент перепису населення 2005 року, на території округу площею в 791 га проживало 146 900 осіб, тобто 18 571 осіб/Км ² (без урахування території Булонського лісу).
| Рік (перепис населення) | Число жителів | Густина (чол./Км ²) |
| ----------------------- | ------------- | ------------------- |
| 1962 (пік населеності)  | 227 418       | 28 985              |
| 1968                    | 214 120       | 27 290              |
| 1975                    | 193 590       | 24 674              |
| 1982                    | 179 446       | 22 871              |
| 1990                    | 169 863       | 21 650              |
| 1999                    | 161 773       | 20 452              |
| 2005                    | 146 900       | 18 571              |

## Адміністрація
Адреса мерії округу:

71 avenue Henri Martin

75016 Paris.
Мер округу — Клод Гоаген (Claude Goasguen, UMP).

## Квартали
Адміністративний поділ:
- Отей (фр. Quartier d'Auteuil)
- Мюетт (Quartier de la Muette)
- Порт-Дофін (Quartier de la Porte-Dauphine)
- Шайо (Quartier de Chaillot)

## Навчальні заклади
- 16 муніципальних шкіл-садків та 4 приватних;
- 16 муніципальних початкових шкіл і 12 приватних;
- 9 державних коледжів і 12 приватних;
- 8 державних ліцеїв і 9 приватних;

## Охорона здоров'я
- Лікарня Червоного хреста «Henri Dunant»
- Лікарня «Ste-Périne»

## Визначні місця
- Тріумфальна арка
- Музей «Токійський палац»
- Музей кришталю Баккара
- Будинок-музей Бальзака
- Музей Жоржа Клемансо
- Музей підробок
- Музей східних мистецтв імені Гіме
- Морський музей (Палац Шайо)
- Музей Мармоттан-Моне
- Музей Musée en herbe
- Будинок радіо
- Музей вина
- Університет Париж-Дофін
- Музей Даппера

## Спорт
- 2 іподрому
- Ролан-Гаррос

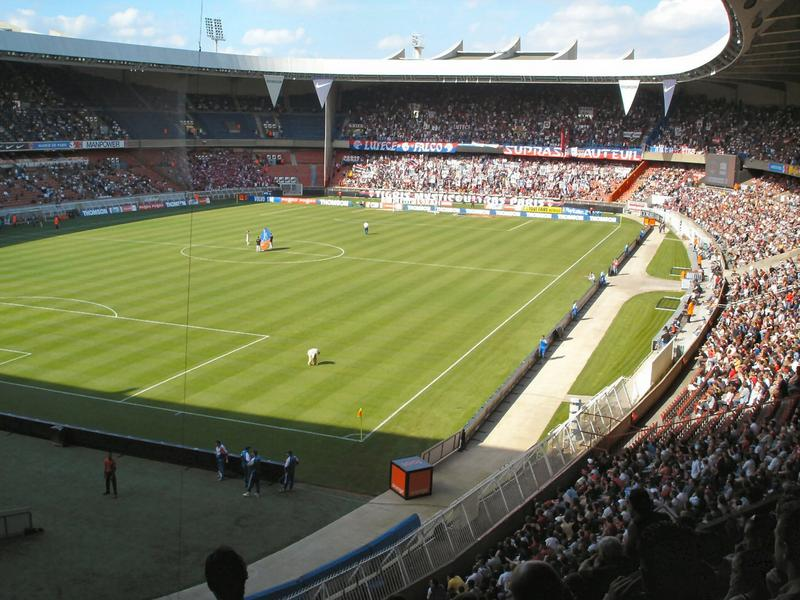
Стадіон «Парк Де Пранс»

  - Стадіони «Парк Де Пренс» та «Жан-Буен» (Stade Jean-Bouin).

## Транспорт
- RER З
- Метро: лінії 2, 6, 9 і 10
- Автобуси: лінії 22, 30, 32, 52, 62, 70, 72, 82, 92, PC1.